# 러시아어식 영어
러시아어식 영어는 영어에 러시아어적 발음이나 어휘가 더해진 변형된 영어이다.

## 사용
러시아어식 영어는 러시아인 공동체에서 사용되며, 주로 브루클린의 브라이턴비치에 있는 러시아인 공동체에서 사용한다.

## 특징
러시아어식 영어는 러시아어가 모국어인 사람들이 쓰는 변형된 영어를 가리키기도 한다. 러시아어식 영어의 특징들은 발음, 문법, 어휘에서 나타난다.

### 발음
1. 러시아어식 영어는 열린 모음과 닫힌 모음 사이의 구분이 없다. 예: /i/ (heat)과 /ɪ/ (hit), /ɔ/ (port)와 /ɒ/ (pot), /ɑ/ (heart)와 /ʌ/ (hut) 및 그 외.
2. 러시아어식 영어로 /æ/ (bad)와 /ɛ/ (bed)의 소리는 같다.
3. /ð/와 /θ/에 해당하는 발음이 없기 때문에 thing을 sing으로, then을 zen으로 발음하기도 한다.

### 어휘
다음과 같은 변화가 일어난다.
- underground → metro,
- year (in university) → course,
- handsome → beautiful,
- unfair → dishonest,
- to do sport → to go in for sports (후자의 표현은 구 소련에서 권장되기도 했다.)

### 문법
1. 러시아어는 관사가 없기 때문에 다음 의문문은 러시아어식 영어에서 이런 형태를 갖는다. Do you know the man who is standing there?
Do you know man standing there?
Do you know a man standing there?
Do you know the man standing there?
2. 집합명사는 러시아어에서 단수 동사를 받기 때문에 다음과 같은 일이 종종 있다.
Our people is suffering.
(Our people are suffering 대신)
그렇지만, 영어를 모국어로 하는 사람들도 집합 명사에서 문제가 일어날 수 있다.
There are a number of people in the hall.
vs.
The number of people in the hall is small.
3. 러시아어로 "돈"("деньги")은 복수이므로 다음과 같은 일이 일어난다.
The money are good.
(The money is good 대신)
4. 러시아어에는 완료 시제가 없는 대신에 동사의 완료시제 형태가 사용된다. (예: "открыть" vs. "открывать") 그리고 이 완료시제는 영어의 그것과 다르다. 이 완료시제 형태는 특정한 결과가 있는 완전히 끝난 동작을 의미할 때도 사용된다.
I lost my key, did you see it?
(I've lost my key, have you seen it? 대신)
5. 영어의 화법에 관한 동사는 자주 무시된다. 러시아어에는 그것에 대응하는 개념이 없기 때문이다.
- I must go now.
- I have to go now.
- I gotta go now.
- I will go now.
- I would go now.
- I shall go now.
- I should go now.
- I ought to go now.
- I am going to go now.

6. 러시아어식 영어 사용자들은 부정문에 Yes, I don't 또는 No, I do와 같이 대답한다.
- "You don't like it, do you?" asked Bob.
- "No, I don't like it," agreed Mary.
"Yes, I don't like it"은 러시아어에서는 올바른 문장 구성이다. 따라서 다음과 같은 일이 종종 일어난다.
- You don't like it, do you?
- Yes, I don't. (No, I don't.가 맞음)
러시아어 문법 규칙에 의해, 동의와 동의 안함을 묻는 질문에서 다음 형태가 나올 수 있다.
- Yes, I don't. (동의)
- No, I like it. (동의하지 않음)
7. 이중, 삼중 이상의 부정이 사용되며, 영어에서는 이러한 것이 사용되지 않는다.
I haven't seen nobody.
원래는 "I haven't seen anybody" (Я не видел кого-либо)가 맞는 형태이다.
8. 부정어구에 있어서 차이가 있다.
I'm (not) agree. (I (don't) agree 대신)
I'm must (to) do something, I was must (to) do...

## 전사법
"Runglish"라는 단어는 볼라퓌크 인코딩으로 나타낸 러시아어 문자열을 이야기하는 데도 사용된다.

## 같이 보기
- 스팽글리시